# Crise bancaire
Une crise bancaire est une crise économique dont l'une des causes est la dégradation de la situation financière des banques, ou dont la conséquence est la mise en danger des banques. Lors d'une crise bancaire, les banques ne se prêtent plus ou plus assez sur le marché interbancaire, et les banques ont des difficultés à trouver les sommes nécessaires pour remplir leurs engagements.

## Concept
Une crise bancaire est un type de crise économique qui touche fortement le système bancaire. Lorsque la confiance des petits épargnants est atteinte, un phénomène de ruée bancaire peut avoir lieu. Les autorités monétaires et financières peuvent alors tenter de régler la situation en rétablissant la confiance dans le système bancaire.
Les crises financières qui ont le coût social le plus élevé sont souvent les crises bancaires.

## Cas nationaux

### En France
Depuis 2011, en France, les risques de crise bancaire sont limités par le fonds de garantie des dépôts à hauteur de 100 000 € par personne et par banque et 70 000 € pour les contrats d'assurance-vie toujours dans les mêmes conditions.
Cependant cette garantie est impossible à mettre en œuvre pour l'ensemble de la population car il y a 2 000 milliards d'euros de dépôts en France mais seulement 4 milliards d'euros pour les garantir. Depuis le 1er janvier 2016, une loi européenne demande aux banques d'utiliser les dépôts des gens au lieu de faire appel à l’État en cas de crise bancaire.